# Archidiecezja guadalajarska
Archidiecezja guadalajarska (łac. Archidioecesis Guadalaiarensis, hiszp. Arquidiócesis de Guadalajara) – rzymskokatolicka archidiecezja ze stolicą w Guadalajarze w Meksyku. Arcybiskupi guadalajarscy są również metropolitami metropolii o tej samej nazwie.
W 2023 na terenie archidiecezji pracowało 784 zakonników i 2479 sióstr zakonnych.

## Sufraganie
Sufraganiami archidiecezji Guadalajary są:
- diecezja Aguascalientes
- diecezja Autlán
- diecezja Ciudad Guzmán
- diecezja Colima
- diecezja San Juan de los Lagos
- diecezja Tepic
- prałatura terytorialna Jesús María del Nayar

## Historia
13 lipca 1548 z mocy decyzji Pawła III erygowano diecezję guadalajarską. Do tej pory tereny nowej diecezji należały do biskupstwa Michoacán (obecnie archidiecezja Morelia).
28 września 1620 odłączono część terenów diecezji, z których powstało biskupstwo Durango (obecnie archidiecezja Durango).
26 stycznia 1863 z woli Piusa IX diecezja guadalajarska została wyniesiona do godności arcybiskupstwa i stolicy metropolii. W dniu tym odłączyła się od niej diecezja Zacatecas.
W kolejnych latach na terytorium archidiecezji guadalajarskiej powstawały:
- 11 grudnia 1881 diecezja Colima
- 23 czerwca 1891 diecezja Tepic
- 27 sierpnia 1899 diecezja Aguascalientes
- 28 stycznia 1961 diecezja Autlán
- 25 marca 1972 diecezja Ciudad Guzmán i diecezja San Juan de los Lagos

15 grudnia 1958 Jan XXIII kreował arcybiskupa Guadalajary José Garibi Rivera kardynałem. Był to pierwszy w historii Meksykanin obdarzony tym tytułem. Od tej pory wszyscy jego następcy na guadalajarskiej katedrze zostawali kardynałami.
W styczniu 1979 arcybiskupstwo guadalajarskie odwiedził Jan Paweł II.

## Biskupi
Obecny arcybiskupem metropolitą Guadalajary jest kard. Francisco Robles Ortega. Posługę biskupią na tej katedrze sprawuje od 7 grudnia 2011. W archidiecezji służy ponadto pięciu biskupów pomocniczych, jeden emerytowany arcybiskup ordynariusz i jeden emerytowany biskup pomocniczy.

### Biskupi guadalajarscy
- Pedro Gómez Malaver (1548 - 1551)
- Antonius de Ciudad Rodrigo OFM (1552 - 1553)
- Pedro de Ayala OFM (1555 - 1569)
- Francisco Gómez de Mendiola y Solórzano (1574 - 1576)
- Domingo de Alzola OP (1582 - 1590)
- Pedro Suarez de Escobar OSA (1591 - 1591)
- Francisco Santos García de Ontiveros y Martínez (1592 - 1596)
- Alfonso de la Mota y Escobar (1598 - 1607) następnie mianowany biskupem Tlaxcali
- Juan del Valle y Arredondo OSB (1607 - 1617)
- Francisco de Rivera y Pareja OdeM (1618 - 1629) następnie mianowany biskupem Michoacán
- Leonel de Cervantes y Caravajal (1629 - 1636) następnie mianowany biskupem Antequery
- Juan Sánchez Duque de Estrada (1636 - 1641)
- Juan Ruiz de Colmenero (1646 - 1663)
- Francisco Verdín y Molina (1665 - 1673) następnie mianowany biskupem Michoacán
- Manuel Fernández de Santa Cruz y Sahagún (1674 - 1676) następnie mianowany biskupem Tlaxcali
- Juan de Santiago y León Garabito (1677 - 1694)
- Felipe Galindo Chávez y Pineda OP (1695 - 1702)
- Diego Camacho y Ávila (1704 - 1712)
- Manuel de Mimbela y Morlans OFM (1714 - 1721)
- Pedro de Tapiz y Garcia (1722) nie objął katedry
- Juan Bautista Alvarez de Toledo OFMObs (1723 - 1725)
- Nicolás Carlos Gómez de Cervantes y Velázquez de la Cadena (1726 - 1734)
- Juan Leandro Gómez de Parada Valdez y Mendoza (1735 - 1751)
- José Francisco Martínez de Tejada y Díez de Velasco OFM (1751 - 1760)
- Diego Rodríguez de Rivas y Velasco (1762 - 1770)
- Antonio Alcalde y Barriga OP (1772 - 1792)
- Esteban Lorenzo de Tristán y Esmenota (1793 - 1794)
- Juan Cruz Ruiz de Cabañas y Crespo (1795 - 1824)
- José Miguel Gordoa y Barrios (1830 - 1832)
- Diego de Aranda y Carpinteiro (1836 - 1853)
- Pedro Espinosa y Dávalos (1853 - 1863)

### Arcybiskupi guadalajarscy
- Pedro Espinosa y Dávalos (1863 - 1866)
- Pedro José de Jesús Loza y Pardavé (1868 - 1898)
- Jacinto López y Romo (1899 - 1900)
- José de Jesús Ortíz y Rodríguez (1901 - 1912)
- Francisco Orozco y Jiménez (1912 - 1936)
- kard. José Garibi Rivera (18 lutego 1936 - 1 marca 1969) kardynał od 15 grudnia 1958
- kard. José Salazar López (21 lutego 1970 - 15 maja 1987) kardynał od 5 marca 1973
- kard. Juan Jesús Posadas Ocampo (15 maja 1987 - 24 maja 1993) kardynał od 28 czerwca 1991
- kard. Juan Sandoval Íñiguez (21 kwietnia 1994 - 7 grudnia 2011) kardynał od 26 listopada 1994
- kard. Francisco Robles Ortega (7 grudnia 2011 - nadal) kardynał od 24 listopada 2007

## Podział
Archidiecezja dzieli się na 15 wikariatów, które z kolei dzielą się na dekanaty.